# Львовский музей «Русалки Днестровой»

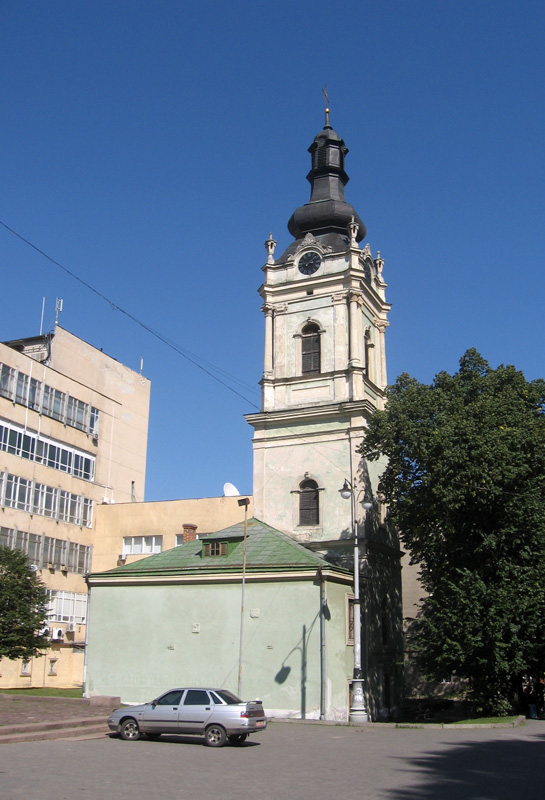
Колокольня церкви Святого Духа - музей «Русалки Днестровой»

Львовский музей «Русалки Днестровой» (укр. Львіський музей «Русалки Дністрової») - филиал Львовской галереи искусств, размещенный в памятнике архитектуры XVIII века - колокольне Святодуховский церкви.
В 1939 г. сама церковь была уничтожена немецкой бомбой, осталась лишь башня-колокольня с барочным завершением, на которой находятся уникальные часы, пожертвованные в XVII в. гетманом Иваном Выговским Манявскому скиту и позже перевезенные и установленные на Святодуховской колокольне в XVIII в.
Экспонаты музея освещают общественную, исследовательскую, литературную и издательскую деятельность основателей кружка Русская троица Маркияна Шашкевича, Ивана Вагилевича и Якова Головацкого.
В музее представлены документы, рассказывающие о процессе создания первого в Галиции западноукраинского литературного альманаха «Русалки Днестровой» («Русалка Днѣстровая»), изданного на народном языке в 1837 году, условиях его издания, тиража и дальнейшей его судьбе. Особый интерес представляют редкие издания альманаха: 1837 г. - в Буде, 1910 - в Тернополе, 1987 - Киеве, а также 'Родословное дерево' Маркияна Шашкевича.
Адрес: г. Львов, ул.Коперника, 40.